# Eugeniusz Jan Smoliński
Eugeniusz Jan Smoliński (ur. 2 sierpnia 1901 w Łodzi, zm. 1940 w ZSRR) – kapitan piechoty Wojska Polskiego, ofiara zbrodni katyńskiej.

## Życiorys
Urodził się 2 sierpnia 1901 w Łodzi. Był synem Mariana i Weroniki. 
W okresie od dnia 1 lipca 1921 r. do dnia 7 lipca 1922 roku przeszedł kurs unitarny i kształcił się w Szkole Podchorążych Piechoty (w klasie 41 im. gen. Bema i klasie 44 im. płk. Piotra Wysockiego), którą ukończył ze 157. lokatą. Następnie uczył się w Oficerskiej Szkole Piechoty (utworzonej przy Szkole Podchorążych Piechoty) – w klasie 50, utworzonej z klas unitarnych 41 i 44. Kurs prowadzony był w okresie od dnia 10 sierpnia 1922 r. do dnia 3 lipca 1923 roku. Eugeniusz Smoliński został absolwentem 50 klasy, której nazwę zmieniono w międzyczasie na I promocję Oficerskiej Szkoły Piechoty. Uroczysta promocja tegoż kursu odbyła się w dniu 3 lipca 1923 roku, a jej prymusem był ppor. Wacław Miciński.
Dekretem L. 19837/A Prezydenta Rzeczypospolitej Stanisława Wojciechowskiego z dnia 2 lipca 1923 r. (opublikowanym w Dzienniku Personalnym – Dział Urzędowy, Nr 44 z 3 lipca 1923 r.) został mianowany, jako absolwent Oficerskiej Szkoły Piechoty, na stopień podporucznika w korpusie oficerów piechoty, ze starszeństwem z dnia 1 lipca 1923 roku i 90. lokatą. Rozporządzeniem Ministra Spraw Wojskowych (gen. broni Stanisława Szeptyckiego) z dnia 29 lipca 1923 r., wcielony został do 59 pułku piechoty wielkopolskiej, stacjonującego w Inowrocławiu. Prezydent Rzeczypospolitej dekretem z dnia 16 listopada 1923 r. (dekret O.V. L.33500.E) przemianował ppor. Smoleńskiego na oficera zawodowego ze starszeństwem z dnia 1 lipca 1923 r. i 87. lokatą w korpusie oficerów piechoty.
W wielkopolskim 59 pułku piechoty służył do początkowych miesięcy 1930 roku zajmując w 1923 r. – 87. lokatę wśród podporuczników, a w roku 1924 – 85. lokatę pośród podporuczników piechoty w swoim starszeństwie. Awansowany do stopnia porucznika piechoty został rozporządzeniem Prezydenta Rzeczypospolitej z dnia 21 grudnia 1925 r. (sygnatura O.V. L. 34421 „A”) – ze starszeństwem z dnia 1 lipca 1925 roku i 77. lokatą. W roku 1928 zajmował 70. lokatę pośród poruczników piechoty ze swego starszeństwa. Pełniąc służbę w inowrocławskim pułku zajmował między innymi (w roku 1929) stanowisko młodszego oficera w II batalionie, którym dowodził wówczas mjr Paweł Cygler .

## Służba w Korpusie Ochrony Pogranicza
Zarządzeniem Ministra Spraw Wojskowych, marszałka Józefa Piłsudskiego, opublikowanym w dniu 31 marca 1930 r., został przeniesiony z 59 pułku piechoty do Korpusu Ochrony Pogranicza i przydzielony do batalionu KOP „Budsław” (wchodzącego w skład pułku KOP „Wilejka”). Porucznik Smoliński objął wówczas stanowisko dowódcy plutonu w 5 kompanii „Wilejka”. 
Z dniem 4 marca 1931 roku został przeniesiony, bez prawa do zwrotu kosztów za przesiedlenie, na stanowisko młodszego oficera w kompanii szkolnej podoficerów niezawodowych piechoty „Wilejka” (przy pułku KOP „Wilejka”). W dniach od 8 lutego do 23 marca 1932 r. przebywał w Warszawie na VIII kursie informacyjno-wywiadowczym przy Oddziale II Sztabu Głównego, który to kurs ukończył z postępem dostatecznym. W międzyczasie, z dniem 9 marca 1932 r., został przeniesiony z batalionu „Budsław” do placówki wywiadowczej KOP Nr 4 „Wilejka”. W listopadzie 1933 roku wyróżniony został Odznaką Pamiątkową KOP „Za Służbę Graniczną”, nadaną rozkazem Dowództwa KOP Nr 52 z dnia 11 listopada 1933 r. Z dniem 13 stycznia 1934 r. został odkomenderowany z placówki wywiadowczej KOP Nr 4 do Ekspozytury Nr 1 Oddziału II Sztabu Głównego w Wilnie, na stanowisko kierownika referatu „C” - do czasu powrotu kierownika tego referatu, rotmistrza Wacława Wróblewskiego, z kursu informacyjno-wywiadowczego. 
Za zasługi w służbie ochrony pogranicza, jako oficer wywiadu KOP, został odznaczony przez Prezesa Rady Ministrów Srebrnym Krzyżem Zasługi, co potwierdzono rozkazem tajnym Szefostwa Wywiadu Korpusu Ochrony Pogranicza Nr 5 z dnia 19 grudnia 1934 roku. Z dniem 8 sierpnia 1935 roku został wyznaczony pełniącym obowiązki kierownika placówki wywiadowczej KOP Nr 4 „Wilejka”. Zarządzeniem Prezydenta Rzeczypospolitej Ignacego Mościckiego z dnia 18 marca 1936 r. (ogłoszonym w Tajnym Dzienniku Awansowym M.S.Wojsk. Nr 3/36) został awansowany do rangi kapitana, ze starszeństwem z dniem 1 stycznia 1936 roku i 216. lokatą wśród oficerów korpusu piechoty. 
Dowódca Korpusu Ochrony Pogranicza rozkazem z dnia 8 kwietnia 1938 roku przeniósł kapitana Eugeniusza Smolińskiego z dyspozycji Szefa Wywiadu KOP do dowództwa pułku KOP „Zdołbunów”. W nowym miejscu służby kpt. Smoliński stawił się w dniu 29 kwietnia 1938 r., a już następnego dnia objął stanowisko oficera ewidencyjno-personalnego pułku. Wiosną 1938 roku Dowódca Korpusu Ochrony Pogranicza nadał mu Brązowy Medal za Długoletnią Służbę. Na dzień 23 marca 1939 r. pełnił funkcję oficera granicznego w pułku „Zdołbunów” i zajmował 159. lokatę w swoim starszeństwie. Pod koniec lipca 1939 r. przebywał służbowo w Korcu, a w dniach od 15 do 17 sierpnia tegoż roku odbył służbową podróż do Warszawy. 
Służąc w Korpusie Ochrony Pogranicza Eugeniusz Smoliński zajmował: w 1930 roku – 65. lokatę wśród poruczników korpusu piechoty w swoim starszeństwie (była to 1725. lokata łączna), w 1932 roku – 63. lokatę w starszeństwie, na dzień 1 lipca 1933 r. – 57. lokatę w starszeństwie (1083. lokatę łączną), a na dzień 5 czerwca 1935 r. była to już 27. lokata w swoim starszeństwie (756. lokata łączną wśród poruczników korpusu piechoty). W KOP-ie pełnił służbę do wybuchu II wojny światowej.

## Działania wojenne
Po wybuchu wojny, we wrześniu 1939 r., w bliżej nieznanych okolicznościach dostał się do sowieckiej niewoli. Zgładzony został przez funkcjonariuszy NKWD wiosną 1940 roku na Ukrainie. Nazwisko kapitana Eugeniusza Smolińskiego znajduje się na tzw. „liście Cwietuchina”, sporządzonej przez naczelnika 1 Wydziału Specjalnego NKWD Ukraińskiej SRR – starszego lejtnanta bezpieczeństwa państwowego Fiodora Cwietuchina. Na tejże liście wykazany został pod numerem 2719 (lista wywózkowa 41/3-45). Ofiary tej zbrodni zostały pochowane na otwartym w 2012 roku Polskim Cmentarzu Wojennym w Kijowie-Bykowni. 
Kapitan Eugeniusz Jan Smoliński nie założył rodziny.

## Awanse
- podporucznik (1.7.1923)[5]
- porucznik (1.7.1925)[13]
- kapitan (1.1.1936)[18]

## Ordery i odznaczenia
- Srebrny Krzyż Zasługi[25]
- Brązowy Medal za Długoletnią Służbę[q]
- Odznaka Pamiątkowa Korpusu Ochrony Pogranicza „Za Służbę Graniczną”